# 広東十三行

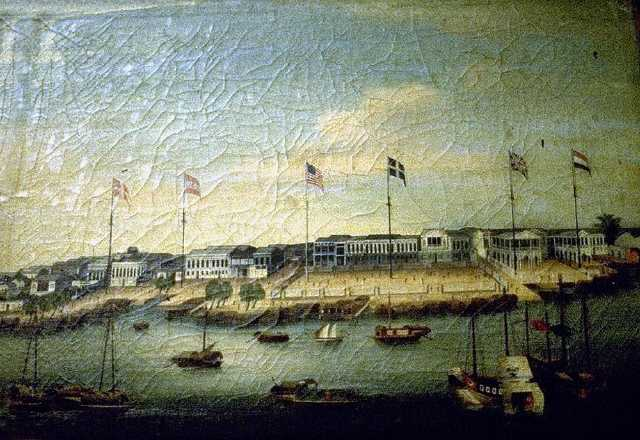
広東十三行外貿易特区の（左から）デンマーク、スペイン、アメリカ、 スウェーデン、イギリス、オランダの居館を描いた油絵。1780年の作

広東十三行（カントンじゅうさんこう、中：廣州十三行・广州十三行、英語：Thirteen Factories）とは、清代の広州に於ける外国貿易を独占した商人団の通称。洋貨行、洋行、行商等とも称される。

## 起源
1685年（康熙24年）、海外との貿易が康熙帝によって許可されると、広州には粤海関が置かれたが、翌年には牙行（仲買商）である広東十三行を指定し、粤海関監督のもとで貨物の集散、関税の徴収等に当たらせた。これが行商制度の始まりである。
十三行といっても、必ずしも13人の商人団ではない。当時の広州に於いては、数十家の牙行（仲買商）のうち、有力なものが珠江の沿岸に倉庫や店舗等を張って立ち並べていた。明末清初からそれらの建築物をその数から十三行と呼ぶ習わしがあったが、商人たちに対しても同様にして用いられたことに由来する。

## 公行の結成
1720年（康熙59年）、海関監督は数十家の牙行（仲買商）のうち有力な16家を選び、そのうち5行に対しては貿易額の全額を、6行に対しては貿易額の半額を、残りの6行に対しては貿易額の4分の1の責任を負わせ、さらには、新たに加入しようとするものに対しては1千両を支払って第三の6行に加えようとした。東インド会社の記録によると、この時を以て公行の成立に至るとされている。しかし、この制度は多くの牙行の反対にあい、翌年には解散を余儀なくされた。
1726年（雍正4年）、海関監督兼広東巡撫である楊文乾は、雍正帝の許可を得て、再び有力な牙行6家を選んで外国貿易を独占させ、関税収入を確実にしようとした。ここで指定された6家は保商と呼ばれ、監督に対する責任を負った。また一般の牙行は彼らの保障のもとで貿易に参与した。
1757年（乾隆22年）、外国との貿易港が広州一港に限定されるが（詳細は広東システムを参照）、保商による貿易の独占は続く。
1760年（乾隆25年）、広州の牙行を外洋行（ヨーロッパ船担当）、本港行（タイ船担当）、福潮行（潮州船・福建船担当）に分け、同文行の潘振成を中心として、新たに9行を外洋行として組織させた。外洋行は関税や貿易に連帯で責任を負い、外交交渉までも担当するようになった。『粤海関志』の記載によれば、この時を以て公行の成立に至るとされている。

## 盛衰
1740年（乾隆40年）、取引に付加税を課して行用銀とし、これを積み立てることで、行商の負債返還基金の為の或いは関税納入の為の基金とした。これは多くの行商が関税納入の遅滞や資本不足のために倒産していたことに因由するが、このことで19世紀初頭にかけて公行の全盛期を迎えた。
茶や陶磁器を輸出し、銀貨や雑貨を輸入することで広東十三行は巨万の富を手にしたが、アヘン貿易が始まり、さらに清朝政府によってアヘンが禁止されると、此等を正規の貿易として扱うことが出来なかったので、その後次第に衰退していくこととなった。
アヘン戦争後の1842年（道光22年）の南京条約によって、公行による外国貿易の独占が廃止された。

## その他
1757年以後、日本の出島と同様に、国内の西洋に対する唯一の海の窓口となったの広東十三行は、西洋の軍備、医術などを国内に紹介したほか、怡和行の伍崇曜（伍敦元の息子）は『粤雅堂叢書』を、同文行の潘仕成は『海山仙館叢書』を編纂した。

## 主な公行
怡和行の伍氏（Howqua）
1783年に伍国瑩が創業。1803年に伍秉鑑（伍敦元）が後を継ぐと、彼の経営のもとで広州における最も成功した商会のひとつとなり、同文行に代わって十三行の領袖となった。またイギリス東インド会社の最大の債権者でもあった。このことから伍家の資産は2,600万銀元にまで達した。怡和行の繁栄は西洋においても高い名声を得ていたため、ジャーディン・マセソン商会は1842年に中国語名を従来の「渣甸洋行」から「怡和洋行」としている。
広利行の盧氏（Mowqua）
同文行の潘氏（Puankhequa）
東興行の謝氏（Goqua）
天宝行の梁氏（Kingqua）
興泰行の厳氏（Sungqua）
中和行の潘氏（Mingkua）
順泰行の馬氏（Saoqua）
仁和行の潘氏（Puanhaekwanqua）
同順行の呉氏（Samqua）
孚泰行の易氏（Chingqua）
東昌行の羅氏（Lamqua）
安昌行の容氏（Takqua）